# Loriculus
Loriculus Blyth, 1850 è un genere di uccelli della famiglia degli Psittaculidi.

## Tassonomia
Comprende le seguenti specie:
- Loriculus vernalis (Sparrman, 1787) - loricolo vernale
- Loriculus beryllinus (J.R.Forster, 1781) - loricolo di Sri Lanka
- Loriculus philippensis (Statius Müller, 1776) - loricolo delle Filippine
- Loriculus camiguinensis Tello, Degner, Bates, JM & Willard, 2006 - loricolo di Camiguin
- Loriculus galgulus (Linnaeus, 1758) - loricolo capoblu
- Loriculus stigmatus (S.Müller, 1843) - loricolo di Sulawesi
- Loriculus amabilis Wallace, 1862 - loricolo delle Molucche
- Loriculus sclateri Wallace, 1863 - loricolo delle Sula
- Loriculus catamene Schlegel, 1871 - loricolo di Sangihe
- Loriculus aurantiifrons Schlegel, 1871 - loricolo frontearancio
- Loriculus tener P.L.Sclater, 1877 - loricolo fronteverde
- Loriculus exilis Schlegel, 1866 - loricolo pigmeo
- Loriculus pusillus G.R.Gray, 1859 - loricolo golagialla
- Loriculus flosculus Wallace, 1864 - loricolo di Wallace